# Aldéhyde gras

Formule topologique du dodécanal, un aldéhyde gras.

Les aldéhydes gras sont des aldéhydes aliphatiques à longue chaîne qui peuvent être mono- ou polyinsaturés. Les aldéhydes gras comprennent des composés tels que l'octanal, le nonanal, le décanal ou le dodécanal. La nomenclature est dérivée de celle des alcanes, avec la terminaison -al ajoutée pour indiquer le groupe aldéhyde.

## Occurrence
Les aldéhydes gras sont un composant de nombreux produits naturels tels que les huiles essentielles de divers agrumes ; le décanal est par exemple un composant de l’écorce d'orange. Parmi les phéromones de certains insectes, on trouve des aldéhydes gras. Des aldéhydes gras ont également été détectés dans le muscle cardiaque des mammifères.

## Synthèse
Les aldéhydes gras peuvent être préparés par déshydrogénation des alcools gras équivalents sur des catalyseurs cuivre-zinc. On peut également les produire à échelle industrielle par hydroformylation d'alcènes.

## Utilisations
Une grande partie des aldéhydes gras préparés par hydroformylation est directement transformée en alcools gras. De nombreux aldéhydes gras sont utilisés comme composés de parfum. Un exemple est le 2-méthylundécanal, l'un des principaux composés odorants du Chanel n°5, qui fut le premier composé de synthèse utilisé dans un parfum de luxe. Le décanal, dont l'odeur douce et fleurie rappelle l'écorce d'orange, est utilisé, entre autres, comme arôme dans l'industrie agroalimentaire et comme composant de parfum dans l'industrie de la parfumerie .